# Sylvio Padilha
Sylvio de Magalhães Padilha (* 5. Juni 1909; † 20. August 2002) war ein brasilianischer Leichtathlet. 

## Sportliche Laufbahn
Padilha nahm als Läufer auf den Sprint- und auf den Hürden-Kurzstrecken-Distanzen mehrfach an den Leichtathletik-Südamerikameisterschaften teil. Dort konnte er, neben weiteren Medaillen, insgesamt siebenmal den Titel des Südamerikameisters erringen.
Zudem trat er bei den Olympischen Spielen 1936 an und belegte dort über die 400-Meter-Hürden-Distanz den fünften Platz.
Insgesamt sind für Padilha im Laufe seiner Karriere neben der zuvor erwähnten olympischen Platzierung die folgenden Erfolge bei Südamerikameisterschaften zu verzeichnen:
110 m Hürden
- 1931: 2. Platz (inoffiziell)[2]
- 1933: Südamerikameister

400 m Hürden
- 1931: Südamerikameister
- 1933: Südamerikameister
- 1939: Südamerikameister
- 1941: 3. Platz
- 1945: 2. Platz

400 m
- 1939: Südamerikameister

4 × 100 m Staffel
- 1933: 2. Platz
- 1939: Südamerikameister

4 × 400 m Staffel
- 1939: Südamerikameister

## Laufbahn als Funktionär
Nach seiner aktiven Karriere war Padilha von 1963 bis 1990 Präsident des Comitê Olímpico Brasileiro. Außerdem fungierte er als Präsident bzw. Vizepräsident der Panamerikanischen Sportorganisation (PASO). Von 1964 bis 1995 war Padilha zudem Mitglied des Internationalen Olympischen Komitees und gehörte dort von 1970 bis 1974 sowie von 1983 bis 1988 dem IOC Executive Board an. Weiterhin war er Mitglied zahlreicher IOC-Kommissionen.